# (22572) Yuanzhang
(22572) Yuanzhang est un astéroïde de la ceinture principale d'astéroïdes.

## Description
(22572) Yuanzhang est un astéroïde de la ceinture principale d'astéroïdes. Il fut découvert le 20 avril 1998 à Socorro (Nouveau-Mexique) par le projet LINEAR. Il présente une orbite caractérisée par un demi-grand axe de 2,41 UA, une excentricité de 0,18 et une inclinaison de 1,8° par rapport à l'écliptique.